# Santa Maria de l'Om
Santa Maria de l'Om és una església i antic priorat del nucli del Priorat pertanyent al municipi de Masarac (Alt Empordà). Està inclosa en l'Inventari del Patrimoni Arquitectònic de Catalunya.
Fou un antic priorat agustinià fundat l'any 1139, depenent del monestir de Santa Maria de Vilabertran. L'any 1314 només residien al monestir quatre clergues i el seu prior Jaume de Llers. La comunitat va ser suprimida l'any 1592.

## Església
L'església és una de les poques restes conservades del que fou l'antic priorat. Està constituïda per dues naus amb dos absis semicirculars capçats a llevant. La nau principal està coberta amb volta de canó feta de maons, amb llunetes i arcs faixons sostinguts per pilastres adossades als murs laterals. Una motllura a manera de cornisa enllaça els capitells de les pilastres i recorre el perímetre de la nau. L'absis està cobert amb volta de quart de cercle decorada. La nau lateral, en canvi, presenta una volta en secció de quart de cercle, amb l'arc triomfal de mig punt i l'absis amb volta de quart d'esfera. Es comunica amb la nau principal a través de tres arcs de mig punt adovellats amb les impostes motllurades. Les obertures de la nau principal responen a tres finestres d'arc rebaixat situades a l'interior de les llunetes de la coberta. Sota seu, i damunt dels arcs que comuniquen les dues naus, hi ha les antigues finestres bastides al segle xi, d'arc de mig punt adovellat i doble biaix, decorades amb dents de serra. Aquestes obertures quedaren inutilitzades amb la construcció de la nau de migdia, edificada al segle xii. En aquesta nau hi ha una finestra d'arc de mig punt amb l'obertura rectangular reformada, situada a l'antiga zona absidal de la nau, i una altra finestra de doble biaix i de mig punt, situada al mur de ponent de la nau. En aquest sentit cal destacar dues finestres més d'aquesta tipologia i una porta, ubicades al mur sud de la nau. Actualment les finestres es troben tapiades, mentre que la porta comunica amb el pati d'una masia adossada al temple, la qual es correspon amb les restes de les dependències de l'antic priorat. Als peus del temple hi ha el cor, delimitat per una barana d'obra i sostingut amb un arc rebaixat.
La façana principal, orientada a ponent, fou reformada al segle xii. Presenta una portalada formada per sis arquivoltes en gradació, llinda i timpà llisos. Als brancals només es conserva una columneta amb capitell decorat amb motius animals. Dues de les arquivoltes presenten decoració, una amb un cordó trenat i l'altra amb semiesferes. Damunt de la porta hi ha una finestra de doble biaix formada per tres arcs de mig punt en gradació, amb les impostes motllurades. La façana està rematada amb un coronament ondulant, fruit de la reforma duta a terme a finals del segle xviii. La banda sud de la façana, corresponent amb la nau lateral, presenta un campanar d'espadanya de dos arcs de mig punt afegit també en època moderna.
De l'interior del temple destaca la decoració mural de la conca absidal de la nau principal, pintada a manera de petxina. Una llegenda recorda l'any de realització, que es podria correspondre amb les reformes estructurals al temple: "AVEM 1783 PRIOR SENYOR CANONGE BRANDIA".
La construcció romànica és bastida amb carreus de pedra escairats, disposats formant filades regulars. S'observen tant a l'interior del temple com a l'exterior. Per contra, les reformes d'època moderna foren bastides amb pedra desbastada i maons, lligats amb abundant morter de calç.
Actualment resta dedicada al culte únicament la nau principal o antiga nau central de l'església.

## Història
L'any 1093, el bisbe de Girona Berenguer Guifré, dona l'església a Santa Maria de Vilabertran. L'any 1139 es funda el priorat dependent d'aquest cenobi i hi ha notícies dels priors de l'Om des de l'any 1142 fins a mitjans del segle xiv.
Una butlla papal de l'any 1176, emesa per Alexandre III, confirma la pertinença del temple de "Sanctae Mariae de Ulmis" a la col·legiata de Vilabertran.
En el Rationes decimarum dels anys 1279 i 1280 apareix esmentat com "el prioratu de Holmo" i en els nomenclàtors del segle xiv hi figura el "Prioratus sancte Marie de Ulmo".
El priorat fou suprimit l'any 1592 pel papa Climent VII en secularitzar la comunitat de Vilabertran.
Inicialment al segle xi, el temple era de nau única i, posteriorment al segle xii, se li afegiren dues naus laterals, que li donaren planta basilical. També d'aquesta època és la reforma de la portalada. En època moderna, probablement pels voltants de l'any 1783, amb l'enderrocament de la nau septentrional, i la volta i tot el costat nord de la nau central, el temple fou reformat. La nau nord no es tornà a aixecar. La nau central fou reparada i la de migdia fou anul·lada i transformada en capelles laterals i sagristia, quedant només la central pel culte. Actualment aquesta fragmentació de la nau de migdia no existeix.
De l'obra romànica més primitiva en resta la meitat meridional de l'absis major, decorat amb arcs llombards, i el mur meridional de la seva nau, amb les finestres de doble biaix ornades amb dents de serra. L'antiga nau central presenta aparell de carreus rectangulars de pedra calcària, possiblement de finals del segle xi.
Actualment, el temple presenta dos elements directament relacionats: el cementiri situat a l'extrem nord-est de l'absis principal i les restes de l'antic priorat de l'Om, reconvertides en un mas amb pati, adossat a l'absidiola de la nau de migdia del temple.